# Oleksandr Polivoda
Oleksandr Polivoda (Carcóvia, 31 de março de 1987) é um ciclista profissional ucraniano que atualmente corre para a equipa SSOIS Miogee Cycling Team.
Entre os seus melhores resultados em estrada encontram-se os dois terceiros postos conseguidos no Campeonato da Ucrânia em Estrada.

## Palmarés
2011
- 3º no Campeonato da Ucrânia em Estrada

2012
- 3º no Campeonato da Ucrânia em Estrada

2013
- 1 etapa da Volta ao Lago Qinghai

2014
- Tour da Eslováquia, mais 1 etapa
- 1 etapa da Volta ao Lago Qinghai

2015
- Tour de Mersin, mais 1 etapa
- Cinco Anéis de Moscovo, mais 1 etapa
- Horizon Park Race Maidan
- 3º no Campeonato da Ucrânia em Estrada
- 1 etapa da Volta ao Lago Qinghai
- Odessa Grand Prix-1

2016
- CCC Tour-Grody Piastowskie mais 1 etapa
- Campeonato da Ucrânia em Estrada
- 1 etapa do Volta à Bulgária

2017
- 1 etapa do Tour do Azerbaijão
- Campeonato da Ucrânia Contrarrelógio
- 3º no Campeonato da Ucrânia em Estrada
- 2 etapas da Volta ao Lago Qinghai
- 1 etapa do Tour de Xingtái

2018
- Campeonato da Ucrânia em Estrada
- 1 etapa do Tour de Singkarak

2019
- 2º no Campeonato da Ucrânia em Estrada

## Equipas
- ISD-Sport-Donetsk (2007)
- Atlas Personal-Jakroo (2013)
- Kolss (2014-2017)
  - Kolss Cycling Team (2014)
  - Kolss-BDC Team (2015-2016)
  - Kolss Cycling Team (2017)
- Synergy Baku Cycling Project (01.2018-06.2018)
- Ningxia Sports Lottery-Livall (07.2018-2019)
- SSOIS Miogee Cycling Team (2020)